# Ђарона Нуова (Пјаченца)
Ђарона Нуова је насеље у Италији у округу Пјаченца, региону Емилија-Ромања.
Према процени из 2011. у насељу је живело 29 становника. Насеље се налази на надморској висини од 62 м.